# Daemon X Machina
Daemon X Machina è un videogioco del 2019 prodotto da Marvelous e inizialmente pubblicato per Nintendo Switch nel 2019. Il 13 febbraio 2020 è stata distribuita su Steam anche la versione Windows del videogioco.

## Trama
A seguito della collisione della Luna con la Terra, l'umanità ha creato una rete di macchine, controllata da una sofisticata intelligenza artificiale, per ricostruire il pianeta. Tuttavia la Terra è stata irradiata da una particolare energia chiamata "Femto", che corrompe l'intelligenza artificiale delle macchine scagliandole contro la razza umana, dando inizio ad una guerra fra umani e macchine, note come "Arms of Immortal".
Per affrontare questa minaccia verranno reclutati gli "Outer", umani dotati di strani poteri che hanno intrapreso la carriera di mercenari, i quali combatteranno contro le macchine dall'intelligenza artificiale corrotta al comando di esoscheletri corazzati noti come "Arsenal".

## Modalità di gioco
Il giocatore controlla un personaggio al comando di un mech dell'Arsenale e si impegna in battaglie con altri mech nemici. Le abilità e l'aspetto dell'avatar del giocatore possono essere personalizzati nell'Hangar, che funge da hub principale del gioco. È anche il luogo in cui i giocatori selezionano le diverse missioni. Dopo aver inflitto abbastanza danni al mech di un avversario, questo viene atterrato ed è possibile raccoglierne l'arma o le parti del corpo per usarle contro il nemico abbattuto stesso. Nel gioco è presente anche una modalità multiplayer cooperativa a quattro giocatori.

## Sviluppo
Il gioco è entrato in produzione a metà del 2017. È stato annunciato all'E3 2018. Kenichiro Tsukuda, che ha prodotto la serie Armored Core, è stato il produttore del gioco, mentre Yūsuke Kozaki ha creato il design dei personaggi. Una demo a tempo limitato è stata distribuita il 14 febbraio 2019. Il gioco presentava una tavolozza di colori vibranti, una scelta fatta dal team di sviluppo per garantire che il gioco potesse essere visivamente accattivante e unico. Il team ha anche iniettato molti elementi rock e metal nella musica del gioco, composta da diversi compositori tra cui Junichi Nakatsuru e Rio Hamamoto di Bandai Namco. È stato distribuito su Nintendo Switch il 13 settembre 2019, pubblicato da Marvelous in Giappone e da Nintendo nel resto del mondo.
Un porting per Microsoft Windows è stato sviluppato il 13 febbraio 2020. Sebbene questa versione escluda alcuni dei contenuti scaricabili con licenza, contiene tutti gli altri contenuti pubblicati per la versione Switch. A dicembre 2020 un aggiornamento ha consentito il trasferimento dei salvataggi tra le versioni Switch e Windows.